# Суперкубок Нідерландів з футболу
Суперкубок Нідерландів з футболу (з 1996 року відомий як Кубок Йогана Кройфа, нід. Johan Cruijff Schaal) — щорічне футбольне змагання, що проводиться у Нідерландах Королівською Нідерландською федерацією футболу (KNVB) напередодні початку футбольного сезону. Змагання складається з одного матчу, учасниками якого є національний чемпіон та володар Кубка Нідерландів з футболу. У випадку «дубля», тобто ситуації, коли обидва ці трофеї виграв один й той самий клуб, то цей клуб розігрує Суперкубок у грі проти фіналіста розіграшу Кубка.
Гра за Суперкубок Нідерландів відбувається зазвичай у серпні, за тиждень до початку першого туру чергового чемпіонату країни.

## Історія
Перший офіційний розіграш Суперкубка Нідерландів під егідою національної футбольної федерації відбувся 1991 року. До цього, у 1949 році також було проведено гру між чинним чемпіоном (клубом СВВ) та володарем Кубка (клубом «Квік-1888»), у якій чемпіон виграв з рахунком 2:0, однак цей матч до офіційної статистики Суперкубків федерацією футболу не включається.
1996 року Суперкубок отримав ім'я легендарного нідерландського футболіста Йогана Кройфа, а його розіграші почали нумеруватися Johan Cruijff Schaal I, Johan Cruijff Schaal II і так далі. 
У чотирнадцятому розіграші Кубка Йогана Кройфа, що відбувся 2009 року, перемогу з рахунком 5:1 одержав чемпіон Нідерландів  клуб АЗ.

## Статистика участі у Суперкубку
| Клуб            | Перемоги | Поразки | Роки перемог                                                                             | Роки поразок                                               |
| --------------- | -------- | ------- | ---------------------------------------------------------------------------------------- | ---------------------------------------------------------- |
| ПСВ             | 15       | 7       | 1992, 1996, 1997, 1998, 2000, 2001, 2003, 2008, 2012, 2015, 2016, 2021, 2022, 2023, 2025 | 1991, 2002, 2005, 2006, 2007, 2018, 2019, 2024             |
| «Аякс»          | 9        | 10      | 1993, 1994, 1995, 2002, 2005, 2006, 2007, 2013, 2019                                     | 1996, 1998, 1999, 2004, 2010, 2011, 2012, 2014, 2021, 2022 |
| «Феєнорд»       | 4        | 7       | 1991, 1999, 2017, 2018, 2024                                                             | 1992, 1993, 1994, 1995, 2008, 2016, 2023                   |
| «Твенте»        | 2        | 1       | 2010, 2011                                                                               | 2001                                                       |
| «Утрехт»        | 1        | 1       | 2004                                                                                     | 2003                                                       |
| АЗ              | 1        | 1       | 2009                                                                                     | 2013                                                       |
| «Зволле»        | 1        | 0       | 2014                                                                                     | –                                                          |
| СВВ             | 1        | 0       | 1949                                                                                     | –                                                          |
| «Рода»          | 0        | 2       | –                                                                                        | 1997, 2000                                                 |
| «Квік 1888»     | 0        | 1       | –                                                                                        | 1949                                                       |
| «Геренвен»      | 0        | 1       | –                                                                                        | 2009                                                       |
| «Гронінген»     | 0        | 1       | –                                                                                        | 2015                                                       |
| «Вітессе»       | 0        | 1       | –                                                                                        | 2017                                                       |
| «Гоу Егед Іглз» | 0        | 1       | –                                                                                        | 2025                                                       |